# Umbrinosphaeria caesariata
Umbrinosphaeria caesariata är en svampart som först beskrevs av Clinton & Peck, och fick sitt nu gällande namn av Réblová 1999. Enligt Catalogue of Life ingår Umbrinosphaeria caesariata i släktet Umbrinosphaeria,  och familjen Chaetosphaeriaceae, men enligt Dyntaxa är tillhörigheten istället släktet Umbrinosphaeria,  och familjen Trichosphaeriaceae. Arten är reproducerande i Sverige. Inga underarter finns listade i Catalogue of Life.